# Machaonia leonardorum
Machaonia leonardorum là một loài thực vật có hoa trong họ Thiến thảo. Loài này được Borhidi mô tả khoa học đầu tiên năm 1983.